# Liste der Lieder von Tim Bendzko
Dies ist eine Liste aller auf Tonträger veröffentlichten Lieder des deutschen Musikers Tim Bendzko.
Die Liste ist alphabetisch sortiert und enthält Titel, Autoren, Tonträger und Erscheinungsjahr.

## Alben
Es sind alle Lieder von folgenden Tim Bendzko-Alben aufgelistet:
| - 2011: Wenn Worte meine Sprache wären - 2013: Am seidenen Faden - 2016: Immer noch Mensch |

## 38 Lieder

### A
| # | Titel                                 | Dauer | Autoren                                                                   | Album                          | Jahr |
| - | ------------------------------------- | ----- | ------------------------------------------------------------------------- | ------------------------------ | ---- |
| 1 | Alles was Du wissen musst             | 3:59  | Aiko Rohd, Tim Bendzko                                                    | Am seidenen Faden              | 2013 |
| 2 | Am seidenen Faden erschien als Single | 3:59  | Tim Bendzko                                                               | Am seidenen Faden              | 2013 |
| 3 | Auch wenn es gelogen ist              | 3:59  | Tim Bendzko                                                               | Am seidenen Faden              | 2013 |
| 4 | Auf den ersten Blick                  | 3:21  | David Vogt, Philip Böllhoff, Hannes Büscher, Tim Bendzko, Peter J. Jordan | Wenn Worte meine Sprache wären | 2011 |

### B
| # | Titel         | Dauer | Autoren | Album             | Jahr |
| - | ------------- | ----- | ------- | ----------------- | ---- |
| 1 | Beste Version | 4:01  |         | Immer noch Mensch | 2016 |

### D
| # | Titel                   | Dauer | Autoren                | Album                          | Jahr |
| - | ----------------------- | ----- | ---------------------- | ------------------------------ | ---- |
| 1 | Das letzte Mal          | 3:44  | Tim Bendzko            | Wenn Worte meine Sprache wären | 2011 |
| 2 | Die Geier kreisen schon | 3:14  | Aiko Rohd, Tim Bendzko | Am seidenen Faden              | 2013 |
| 3 | Durch die Nacht         | 4:23  | Tim Bendzko            | Am seidenen Faden              | 2013 |
| 4 | Du warst noch nie hier  | 3:53  | Tim Bendzko            | Wenn Worte meine Sprache wären | 2011 |

### E
| # | Titel                 | Dauer | Autoren                              | Album                          | Jahr |
| - | --------------------- | ----- | ------------------------------------ | ------------------------------ | ---- |
| 1 | Es geht wieder vorbei | 3:57  | Christian "Crada" Kalla, Tim Bendzko | Am seidenen Faden              | 2013 |
| 2 | Es kommt zurück       | 3:38  | Swen Meyer, Tim Bendzko              | Wenn Worte meine Sprache wären | 2011 |

### H
| # | Titel           | Dauer | Autoren                                                                                 | Album             | Jahr |
| - | --------------- | ----- | --------------------------------------------------------------------------------------- | ----------------- | ---- |
| 1 | Hinter dem Meer | 4:08  | Tim Bendzko                                                                             | Immer noch Mensch | 2016 |
| 2 | Hoch            | 2:28  | Timothy Auld, Tim Bendzko, Toni “Teesy” Mudrack, Benedikt Schöller, Julian von Dohnanyi | Filter            | 2019 |

### I
| # | Titel                         | Dauer | Autoren                                                  | Album                          | Jahr |
| - | ----------------------------- | ----- | -------------------------------------------------------- | ------------------------------ | ---- |
| 1 | Ich hör nicht auf             | 4:05  | Aiko Rohd, Tim Bendzko                                   | Wenn Worte meine Sprache wären | 2011 |
| 2 | Ich laufe erschien als Single | 5:04  | Tim Bendzko                                              | Wenn Worte meine Sprache wären | 2011 |
| 3 | Ich steh nicht mehr still     | 4:11  | Christian "Crada" Kalla, Tim Bendzko                     | Am seidenen Faden              | 2013 |
| 4 | Ich kann alles sehen          | 2:52  | David Vogt, Philip Böllhoff, Hannes Büscher, Tim Bendzko | Wenn Worte meine Sprache wären | 2011 |
| 5 | Ich will zu Dir               | 4:06  | Tim Bendzko                                              | Am seidenen Faden              | 2013 |
| 6 | In Dein Herz                  | 3:30  | Tim Bendzko                                              | Wenn Worte meine Sprache wären | 2011 |
| 7 | Immer noch Mensch             | 3:02  |                                                          | Immer noch Mensch              | 2016 |

### K
| # | Titel          | Dauer | Autoren     | Album                          | Jahr |
| - | -------------- | ----- | ----------- | ------------------------------ | ---- |
| 1 | Keine Maschine | 3:17  | Tim Bendzko | Immer noch Mensch              | 2016 |
| 2 | Keine Zeit     | 3:19  | Tim Bendzko | Wenn Worte meine Sprache wären | 2011 |

### L
| # | Titel       | Dauer | Autoren                | Album             | Jahr |
| - | ----------- | ----- | ---------------------- | ----------------- | ---- |
| 1 | Leicht sein | 3:26  | Aiko Rohd, Tim Bendzko | Am seidenen Faden | 2013 |
| 2 | Leichtsinn  | 3:14  | Tim Bendzko            | Immer noch Mensch | 2016 |

### M
| # | Titel      | Dauer | Autoren                                                                    | Album                          | Jahr |
| - | ---------- | ----- | -------------------------------------------------------------------------- | ------------------------------ | ---- |
| 1 | Mehr davon | 3:34  | David Vogt, Philip Böllhoff, Hannes Büscher, Tim Bendzko, Peter J. Jordan, | Wenn Worte meine Sprache wären | 2011 |

### N
| # | Titel                                             | Dauer | Autoren                                                              | Album                          | Jahr |
| - | ------------------------------------------------- | ----- | -------------------------------------------------------------------- | ------------------------------ | ---- |
| 1 | Nicht das Ende                                    | 3:37  |                                                                      | Immer noch Mensch              | 2016 |
| 2 | Nur einen Herzschlag                              | 3:41  | Daniel Hassbecker, Aiko Rohd, Tim Bendzko                            | Am seidenen Faden              | 2013 |
| 3 | Nur noch kurz die Welt retten erschien als Single | 3:11  | Simon Triebel, Tim Bendzko, Mo Brandis                               | Wenn Worte meine Sprache wären | 2011 |
| 4 | Nur wegen dir                                     | 2:54  | Tim Bendzko, Manith Bertz, Toni “Teesy” Mudrack, Julian von Dohnanyi | Filter                         | 2019 |

### O
| # | Titel                | Dauer | Autoren                                                              | Album             | Jahr |
| - | -------------------- | ----- | -------------------------------------------------------------------- | ----------------- | ---- |
| 1 | Ohne zurück zu sehen | 3:37  | Mirko Schaffer, Dirk Reichardt, Christian "Crada" Kalla, Tim Bendzko | Am seidenen Faden | 2013 |

### P
| # | Titel                            | Dauer | Autoren     | Album             | Jahr |
| - | -------------------------------- | ----- | ----------- | ----------------- | ---- |
| 1 | Programmiert erschien als Single | 3:20  | Tim Bendzko | Am seidenen Faden | 2013 |

### R
| # | Titel      | Dauer | Autoren | Album             | Jahr |
| - | ---------- | ----- | ------- | ----------------- | ---- |
| 1 | Reparieren | 3:42  |         | Immer noch Mensch | 2016 |

### S
| # | Titel                              | Dauer | Autoren                                                  | Album                          | Jahr |
| - | ---------------------------------- | ----- | -------------------------------------------------------- | ------------------------------ | ---- |
| 1 | Sag einfach Ja erschien als Single | 2:56  | David Vogt, Philip Böllhoff, Hannes Büscher, Tim Bendzko | Wenn Worte meine Sprache wären | 2011 |
| 2 | Schall & Rauch                     | 3:08  | Kraans de Lutin, Jovanka von Wilsdorf, Tim Bendzko       | Wenn Worte meine Sprache wären | 2011 |
| 3 | Sternenstaub                       | 3:19  |                                                          | Immer noch Mensch              | 2016 |

### V
| # | Titel                   | Dauer | Autoren     | Album             | Jahr |
| - | ----------------------- | ----- | ----------- | ----------------- | ---- |
| 1 | Vergessen ist so leicht | 4:22  | Tim Bendzko | Am seidenen Faden | 2013 |

### W
| # | Titel                                              | Dauer | Autoren     | Album                          | Jahr |
| - | -------------------------------------------------- | ----- | ----------- | ------------------------------ | ---- |
| 1 | Warum ich Lieder singe                             | 3:58  |             | Immer noch Mensch              | 2016 |
| 2 | Wenn Worte meine Sprache wären erschien als Single | 3:29  | Tim Bendzko | Wenn Worte meine Sprache wären | 2011 |
| 3 | Wie wir sind                                       | 4:10  |             | Immer noch Mensch              | 2016 |
| 4 | Winter                                             | 2:22  |             | Immer noch Mensch              | 2016 |
| 5 | Wo sollen wir nur hin                              | 4:48  | Tim Bendzko | Am seidenen Faden              | 2013 |